# Balti népek

A balti törzsek területei 1200 körül. A keleti-balt törzseket barnás, a nyugati-baltokat zöldes színek jelölik.

A balti népek a balti nyelvcsaládba tartozó nyelveket beszélő történelmi népcsoportok. Lakóterületük a Balti-tenger délkeleti partvidéke, a Visztula, Daugava (Nyugati-Dvina) és a Dnyeper folyók által határolt térség.
A balti népek területén húzódott a germán (német) és a szláv (lengyel, orosz) érdekszférák határa. A gyakori háborúk valamint a betelepülő hódító népcsoportokkal való keveredés miatt a sok kicsi, önálló nyelvvel és kultúrával rendelkező balti törzs többsége ma már nem, vagy csak nevében létezik. Arra is találunk példát, hogy egy egykori balti törzs neve más, nem balti nép nevében él tovább: (poroszok).
A balti nyelvek az indoeurópai nyelvcsalád egy ágát alkotják, egyes vélemények szerint a ma ismert nyelvek közül ezek állnak a legközelebb az indoeurópai alapnyelvhez.
A sok kicsi, elszigetelt nyelv(járás) kialakulását az alacsony népsűrűség valamint föld- és vízrajzi sajátosságok indokolják (nehezen járható mocsaras-tavas vidék).
A ma is élő balti nyelvek illetve népek:
- lettek
- litvánok
- latgal (Lettországi kisebbség)
- Žemaitiu (Litvániában élő népcsoport)

Ma már nem létező jelentősebb balti népek:
- óporoszok
- kurok
- Zemgaļi-k
- Jotvingiai-ak
- szelon-ok
- nadruv-ok
- további kelet- ill. nyugat-balti népek